# Another One Bites the Dust
Another One Bites the Dust är en låt av rockgruppen Queen, skriven av basisten John Deacon och utgiven på albumet The Game 1980. Som singel toppade den Billboard Hot 100 och är med över 7 miljoner sålda exemplar gruppens mest sålda singel. John Deacon står för bas, piano och till viss del gitarr på låten. Trummorna är loopade men det sägs att trummisen Roger Taylor inte gillade låten.[källa behövs]
Det välkända basriffet var inspirerade av Chic Good Times då John Deacon umgicks med Bernard Edwards i deras studio under denna period.

## Listplaceringar
| Lista (1980-1981) | Topplacering |
| ----------------- | ------------ |
| Nederländerna     | 11           |
| Norge             | 7            |
| Schweiz           | 8            |
| Sverige           | 12           |
| Österrike         | 6            |

### Fotnoter
1. ↑  Schaffner, Nicholas (19822). The British Invasion: From the First Wave to the New Wave. New York: McGraw-Hill. sid. 254
2. ↑  ”Listplacering”. http://dutchcharts.nl/showitem.asp?interpret=Queen&titel=Another+One+Bites+The+Dust&cat=s. Läst 21 maj 2011.
3. ↑  ”Listplacering”. http://norwegiancharts.com/showitem.asp?interpret=Frank+Zappa&titel=Bobby+Brown&cat=s. Läst 21 maj 2011.
4. ↑  ”Listplacering”. http://hitparade.ch/showitem.asp?interpret=Queen&titel=Another+One+Bites+The+Dust&cat=s. Läst 21 maj 2011.
5. ↑  ”Listplacering”. http://swedishcharts.com/showitem.asp?interpret=Queen&titel=Another+One+Bites+The+Dust&cat=s. Läst 21 maj 2011.
6. ↑  ”Listplacering”. http://austriancharts.at/showitem.asp?interpret=Queen&titel=Another+One+Bites+The+Dust&cat=s. Läst 21 maj 2011.